# 彭实戈
彭实戈（1947年12月8日—），男，广东海丰人，生于山东滨县，中国数学家，山东大学数学研究所所长，金融研究院院长，泰山学堂院长，教授，博士生导师，长江学者，中国科学院院士，欧洲科学院院士。彭实戈教授创立的“倒向随机微分方程”（BSDE）在期权期货等金融衍生证券定价中有重要的作用，他也是中国金融数学的奠基人。

## 生平
1955年，入读山东省济南市经五路小学。1961年，入读山东省济南市第十四中学，初中。1964年，入读山东省济南第一中学，高中。1968年，在山东省临沂县小东岭村下乡插队。1971年，作为工农兵学员通过推荐入读山东大学物理系。
1978年，工作于山东大学数学研究所。1983年，入读法国巴黎第九大学。1986年，获巴黎第九大学数学与自动控制三阶段博士学位和普鲁旺斯大学应用数学博士学位。
1989年，复旦大学博士后研究员。1990年：山东大学数学院教授。1992年，获得法国“领导研究资格”证书（即国家博士）。
1999年，成为教育部“长江学者奖励计划”首批特聘长江教授。2005年，当选中国科学院院士。
2005年，中法联合培养数学金融硕士项目中方主要负责人；上海复旦大学数学科学学院双聘院士、兼职教授。
2010年8月在印度海得拉巴召开的国际数学家大会上，他被邀请作了一小时大会报告，是中国大陆本土数学界获此荣誉的第一人。
2011年9月，被美国普林斯顿大学聘为2011—2014年度“普林斯顿全球学者”。普林斯顿大学国际教育和研究委员会在聘任书中评价“彭实戈是概率论和金融数学领域最原始的和积极的贡献者之一。由于在倒向随机微分方程和非线性期望的工作，他被认为是全世界公认的领军人物，并且在数学和金融工程领域影响深远。他曾在国际数学家大会上做一小时报告，而这被认为是给予数学家的最高荣誉之一。”
2015年3月，挪威数学家Bernt Øksendal提名彭实戈为阿贝尔奖（Abel Prize，有“数学诺贝尔奖”之称，因诺贝尔奖没有数学奖项）6位候选人之一。
2020年9月，获未来科学大奖“数学与计算机科学奖”。
2023年，当选为欧洲科学院院士。

## 重要影响论著
E. Pardoux and S. G. Peng: Adapted solution of a backward stochastic differential equation.  Systems and Control Letters 1990,14(1):55-61.
Cited By in Scopus (304).  截止2014年4月17日，据谷歌学术显示，该文已至少被1717篇其他论文/著引用过。

## 家庭
母亲彭平是彭湃侄女。外祖父彭汉垣是革命烈士，生父黄显群亦是革命烈士。